# Oregon (állam)
Oregon (IPA: [ˈɔrɪɡən], kiejtéseⓘ) állam az Amerikai Egyesült Államok északnyugati részén fekszik. 1859. február 14-én 33.-ként csatlakozott az Unióhoz. Korábban mint Oregon Territory volt ismeretes, melyet 1840-ben hoztak létre. Fővárosa Salem, amely az állam harmadik legnagyobb városa Portland és Eugene után.

## Földrajza
Az állam a Csendes-óceán partján helyezkedik el, északról Washington, délről Kalifornia és Nevada, keletről Idaho határolja. A Columbia és a Snake folyó alkotja északi és keleti természetes határait.

### Domborzata és vízrajza

Oregon partja

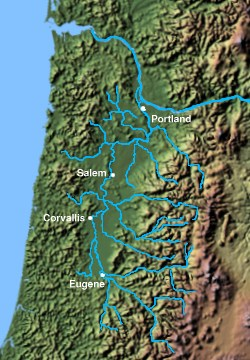
Willamette Lowland

Oregon területe hat földrajzi egységre osztható. Ezek a Parti-hegység (Coast Range), a Willamette-alföld (Willamette Lowland), a Cascade-hegység (Cascade Mountains), a Klamath-hegység (Klamath Mountains), a Columbia-fennsík (Columbia Plateau), a medencék és hegységek (Basin és a Range) regiója.
Parti-hegység: a Csendes-óceán partja mentén helyezkedik el. Többnyire alacsony hegylánc, melyet örökzöld tűlevelű erdő borít. A tengerszint feletti átlagos magassága 600-700 méter. Legmagasabb csúcsa a Mary's Peak (Corvallis, Oregon), mely 1365 m magas. A part mentén a szirtfal tengerszint feletti átlagos magassága 350 m. A Triangle Lake Valley egy őskori tó volt. A partmentén elszórva sok kis parti tóval találkozhatunk.
Willamette-alföld: keskeny földsáv a Parti-hegységtől keletre, a Willamette folyó és mellékfolyói mentén. A Willamette folyó északra folyik, s a Columbia folyóba torkollik. A talaj gazdag, az éghajlat enyhe.
Cascade-hegység: A Wilamette-alföldtől keletre a Cascade-hegység csúcsai emelkednek. A hegyláncolatnak meglehetősen egyenetlen felszíne van. A hegyvidék legmagasabb csúcsa Oregonban a Mount Hood, melynek magassága 3425,6 méter. Más csúcsai: Mt. Jefferson 3199,48 méter, a Három Nővér (Three Sister) 3048 m, a Mount McLoughlin 2894 m. A hegycsúcsok között sok tavat találhatunk. A Crater-tó, a legmélyebb tó az Egyesült Államokban. Mélysége 588,8 méter.

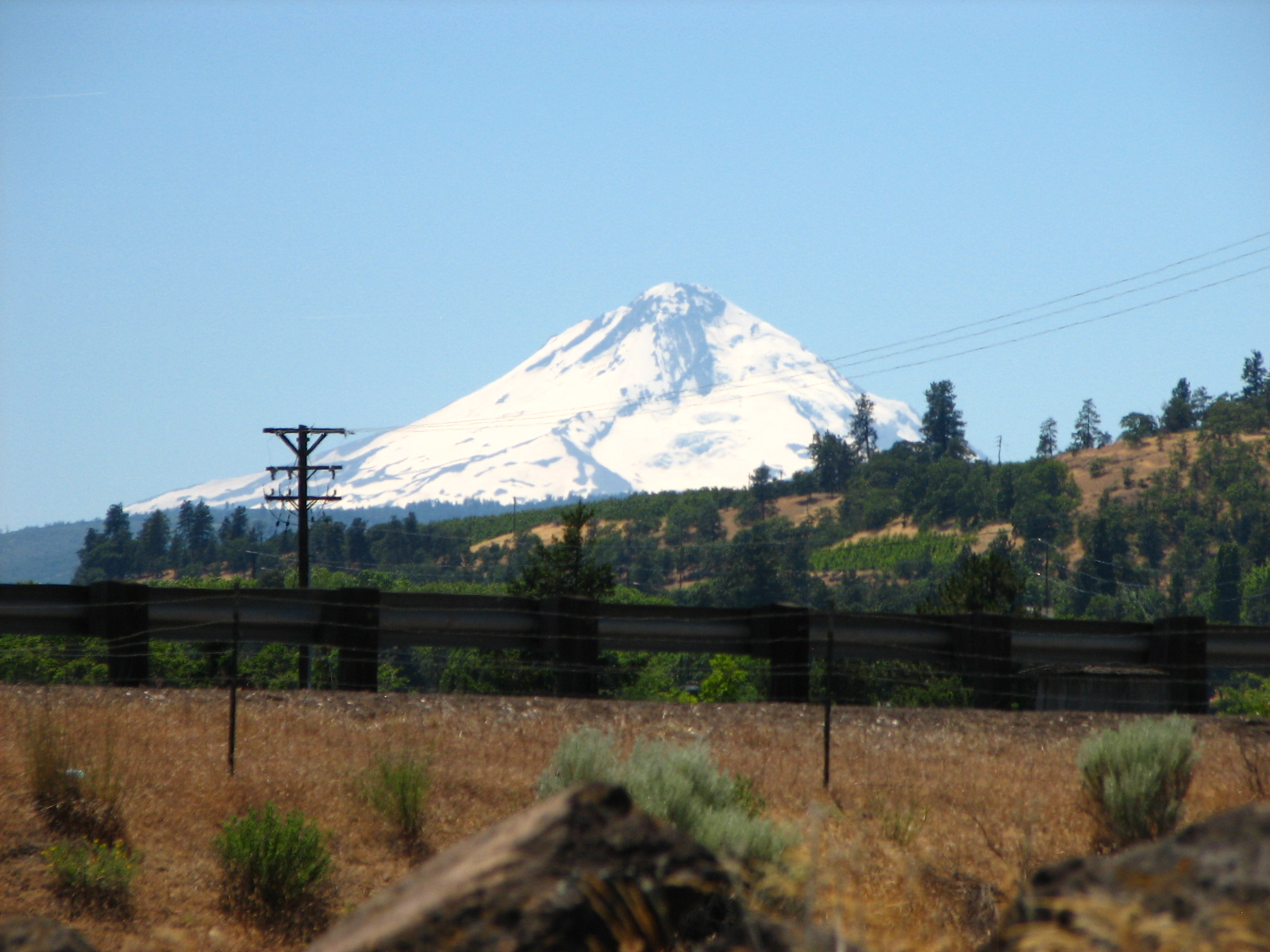
Mount Hood
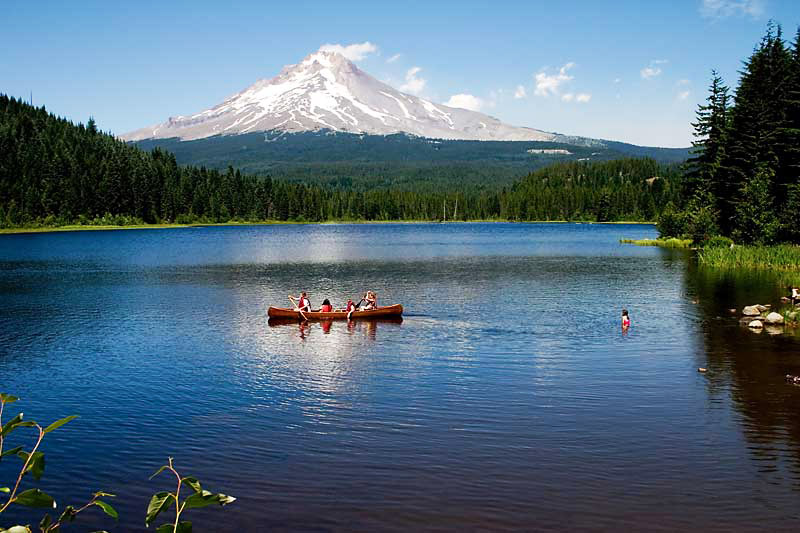
Mount Hood, Trillium-tó
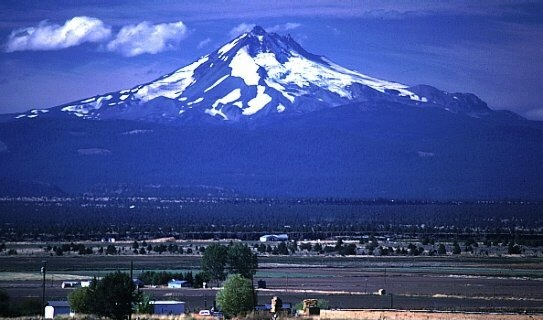
Jefferson-hegy

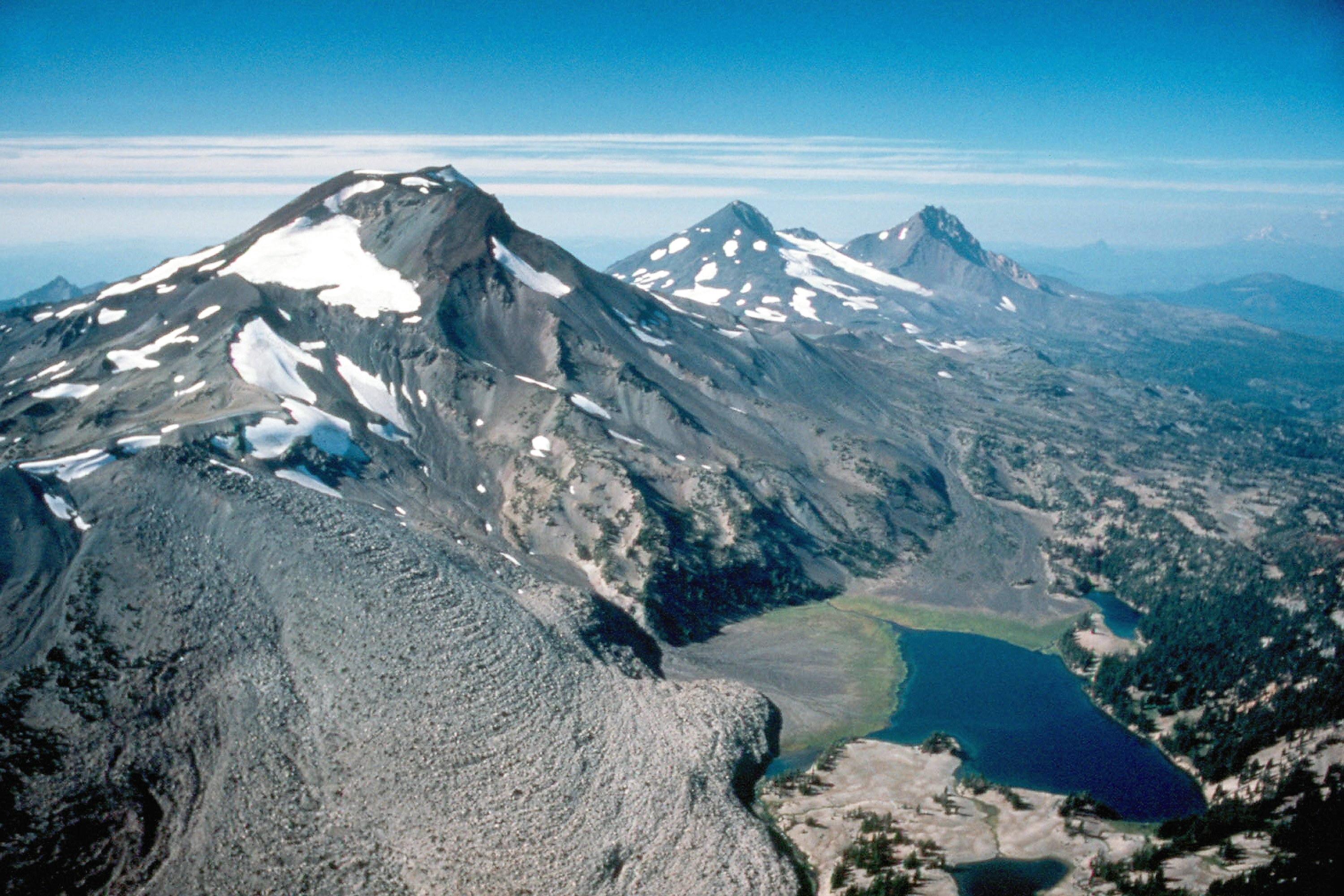
Three Sisters
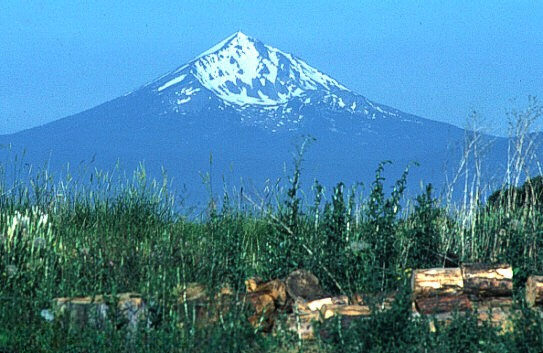
Mount McLoughlin
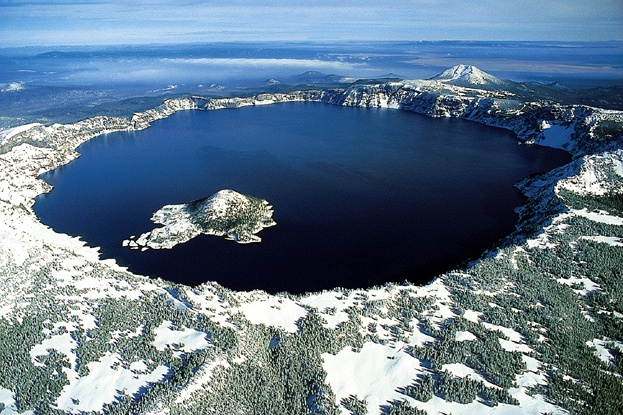
Krátertó

Klamath-hegység: A Kalamath-hegységet sűrű erdő borítja. Másik nem hivatalos neve Salmon-hegység, amely egyenetlen felszínű hegyvidék Északnyugat-Kaliforniában és délnyugat Oregonban. Legmagasabb hegycsúcsa a Mount Eddy 2750 m, (Kalifornia). Legmagasabb pontja Oregonban a Mount Ashland, amely 2296 m. A hegységnél különböző geológiai kőzeteket lehet megfigyelni. Klímája mérsékelten hideg és télen erős havazás jellemzi. A nyár meleg és száraz, kevés csapadékkal.
A Columbia-felföld átnyúlik Idaho és Washington államokba. Keletkezése a vulkáni kitörések eredménye; a vulkáni láva a földrepedezésekbe folyt. Itt vannak Oregon búzaföldjei. A Columbia-felföld felszíne egyenetlen, északkeleti részén a Blue Mountain és a Wallowa Mountain emelkedik ki. Oregon és Idaho határán a Snake folyó vágta ki magának mélyen a Hells Canyon-t, amelynek átlagos mélysége 1676,4 m.
Medencék és hegységek Oregon délkeleti részét foglalták el, amely magába foglal magas fekvésű medencéket és meredek hegycsúcsokat. A régió legnagyobb része időszakos sivatag.

### Éghajlata
Oregon időjárását és éghajlatát az atmoszféra nagyarányú cirkulációja befolyásolja mind a partok mentén, mind a belső területeken, ahol a helyi időjárást meghatározza a tengertől való távolság, a magasság, és a terület egyéb sajátosságai, mint például a déli lejtésű hegyoldal.
A tengerpart észak-déli irányára szinte merőlegesek a felsőbb rétegekben uralkodó légáramlatok. A meredek, egyenetlen topográfia majdnem mindenütt elszakad a tengertől, kivéve a nagyobb folyók víztömegének Csendes-óceánba ömlését. Ennek, meg a magas nedvességtartalmú légtömegeknek a kombinációja kiadós csapadékot eredményez. Mind helyi, mind regionális tekintetben az óceán, a szárazföld és a topográfia figyelemreméltó sokféleségét okozza a klímaösszetevők térbeli struktúrájának.

#### Csapadékviszonyok
Nyugat-Oregon időjárását és klímáját főként a légtömegek nagy mozgása befolyásolja, a Csendes-óceán regionális hatásai miatt a partvonalon és a belsőbb területeken és olyan helyi jellemzők, mint a topográfia. A helyi feltételek a következőktől függenek: az óceánparttól való távolság, a magasság, és a terepadottságok (pl. északi vagy déli lejtők) okozhatnak mély klímahatásokat.
A táblázatok adatai az 1961–1990 közötti hivatalos átlagadatokat mutatják.
- A csapadék térbeli megoszlása

A csapadék éves átlagára legfontosabb hatása a tengerszint feletti magasságnak és az óceántóli távolságnak van. Helyileg a regionális bázison mért magasság a fontosabb faktor, míg a parthoz közeledve, annak hatása növekszik.
Oregonban a csapadékra igen jelentős hatást az orografikus (felszíni) tényezők gyakorolnak. Ezek között elsősorban hegyek lejtői, amelyek magasságával egyenes arányban áll a csapadék mennyisége. A felszíni hatások jellegzetes széles térbeli eloszlást eredményeznek, mégpedig a tereptárgyak simasága inkább, mint az egyéb terepviszonyok. Így az olyan terepakadályok, mint a Nagy-vízesések jelentős felszíni esőket eredményeznek, míg a kisebb hegygerincek és völgyek nem fejtenek ki kimutatható hatást.
Az 1-es ábra egyszerűsített térképen mutatja be a helyi egyetem által mért digitális csapadék- és egyéb klímaparamétereket, a két fő csapadékokozó a Vízesésektől nyugatra, az óceán közelsége miatt és a magasabb helyi adatok az állam mind nyugati-, mind keleti, hegyes vidékein.
- Idősorok

A csapadékviszonyok hosszútávú vizsgálata főként az éves változékonyságra koncentrál — az egymást követő évek autokorrelációja csekély.
A viszonylag száraz és nedves évek összehasonlításával több ciklikus mintát mutattak ki. A 2. ábrán az éves csapadékmennyiség látható az Oregon Parti körzetben (1. zóna) „a víz évében”, 1896 októberétől 1897 szeptemberéig. A sávok a 100 éves átlagot mutatják, a folytonos vonal az 5 éves mozgóátlagot. Jelentősebb az ábrán a négy különböző, és egy esetleges ötödik, az 1990-es években kezdődő időszak.
- Szezonális jellemzők

Nyugat-Oregon tájai éves csapadékuk zömét télen kapják. Bár a földrajzi szélesség függvényében van bizonyos változékonyság, a legnedvesebb a novembertől márciusig tartó időszak. Annak ellenére, hogy jelentős esők lehetnek a meleg évszakban is, mennyiségileg ez alatta marad a téli csapadéknak. A Nagy vízesések keleti részén azonban az éves eloszlás meglehetősen egyenletes, mivel bizonyos helyek nyáron több csapadékot kapnak, mint télen. Az 1-es táblázat az Oregon egyes helyein mért havi és éves átlagos csapadékot mutatja, a klímaosztályok szerint. A 2-es táblázat a mérhető csapadékos napok átlagát mutatja ugyanazokon a helyeken. Számos további tényező nyilvánvalóvá válik a táblázatok tanulmányozásával:
- A csapadék magasabb a tengerparton és a nagyobb magasságokban, keletre haladva viszont egyre alacsonyabb.
- A július rendre a legszárazabb hónap egész Oregonban.
- Télen Nyugat-Oregon ban, a napok több mint felében van mérhető csapadék, míg nyáron csak a napok 10-15%-a nedves.

## Története
A Csendes-óceán északnyugati partján már 15 000 évvel ezelőtt emberlakta terület volt. A régészeti kutatások során Oregonban (Lake megye) rátaláltak a Fort Rock-barlangra, amelyben a talált leletek kora – Luther Cressman, amerikai régész szerint - 13 200 évesre tehető. Időszámításunk előtt 8000-ben létesült emberi települések nyomaira bukkantak elszórtan az állam különböző területein. A legsűrűbben lakott területek a Columbia folyó alsó folyása és a part menti öblök voltak.
A 16. század során ez a föld őslakó amerikai csoportok; mint például a bannock, chasta, csinúk, kalapuya, klamath, molalla, nez perce, takelma és az umpqua törzsek otthona volt.
1778-ban James Cook átjáró után kutatva fedezte fel a partokat. 1805–1806-ban Meriwether Lewis és William Clark expedíció utazott keresztül és vizsgálta meg a területet Louisiana megvásárlása előtt. Kutatásaik során a Columbia torkolatához közel megépítették a Fort Clatsopot, téli szálláshelyüket. Az expedíción részt vett David Thompson, angol utazó, akinek 1811-ben megjelent publikációja szerint ez a vidék kimeríthetetlen prémvadász terület. Szintén abban az évben a New York-i John Jacob Astor a Columbia folyó torkolatánál megalapította a Fort Astoria települést, a Pacific Fur Company nyugati, kihelyezett prémvadász cégének telepét. Ez volt az első állandó fehér település Oregonban.
Az 1812-es brit–amerikai háború során a Pacific telepei brit ellenőrzés alá kerültek. Az 1820-as és 1830-as években a Hudson's Bay Company nyert ellenőrzés a terület felett. A társaság főhadiszállása Washington D.C.-ben volt.
1842–43 folyamán sok új telepes érkezett erre a területre. Az Egyesült Államok és az Egyesült Királyság megállapodása alapján közösen népesítették be Oregon megyét. Végül 1846-ban az Oregoni szerződésben a 49. szélességi fokkal párhuzamosan állapították meg a határt az Egyesült Államok és a Brit-Amerika között. 1848-ban hivatalosan is megalapították az Oregon Territoryt.
A kongresszus igyekezett elősegíteni új immigránsok letelepedését, és az indián lakosságot rezervátumokban helyezték el.
1859. február 14-én az állam csatlakozott az Unióhoz.
A polgárháború kitörésekor csapatokat vontak ki, melyeket keletre küldtek, ezért Kaliforniában önkéntes lovas huszárságot toboroztak és 1865 júliusában észak Oregonba küldték a lakosság védelmére.
Az 1880-as években meggyorsult a fakitermelés, mivel a vasutak létrehozása piacot teremtett a talpfának. Ezáltal a városok gyors növekedésnek indultak.
1933-ban megépítették a Bonneville duzzasztógátat a Columbia folyón, amely előmozdította az ipari terjeszkedést az állam területén. A villamosenergia, élelmiszerellátás, és a fakitermelés elősegítette a nyugat fejlődését.
Az államnak sokfajta konfliktussal kellett számolnia, mint például az amerikai indiánok, brit prémvadászok, angol és amerikai telepesek, nagybirtokosok és farmerek között, valamint a gazdag növekvő településekkel szemben kialakult szegény vidékkel. Nem volt ismeretlen fogalom a faji megkülönböztetés, a progresszivizmus és az adóellenes kampányok. Oregon történelmében hagyományai vannak a szeparatista mozgalmaknak.
Az állam nevének eredete nem ismert. Az Oregon Blue Book szerint a szót először az angol Robert Rogers őrnagy használta az 1765-ben lejegyzett útitervében.
Az ezen a területen élő kisebb törzsek többsége régebben bálnavadászatból élt. Napjainkra ez megváltozott, és áldozatot mutatnak be a bálnáknak, amikor útjukon ehhez a területhez érnek.

## Gazdasága
Oregon GDP-je 2013-ban 219,6 milliárd dollár volt, ami 2,7%-os növekedés az előző évihez képest. Ez alapján a 25. leggazdagabb állam az USA-ban, szemben a 2003. évi 28. hellyel. Az állam egy főre jutó személyi jövedelme 2013-ban 39 848 dollár volt, 1,5% -os növekedést jelent 2012-hez képest. Oregon munkanélküliségi rátája 2016. szeptemberében 5,5%, míg az Egyesült Államok átlaga 5,0% volt.

## Demográfia
A 2019. évi becslések alapján Oregon lakosainak száma 4 217 737 fő, ami 10,09% -os növekedést jelent a 2010. évi népszámláláshoz képest. Az országon kivüli emigránsok száma 72 263 és az országon belülieké 77 821 fő.
A lakosság központi elhelyezkedése Linn megyében, Lyons városában van. Oregon lakosságának körülbelül 60%-a a Portland környékén él.

### Népességváltozás
| Lakosok száma | 454 000 | 672 765 | 953 786 | 1 089 684 | 1 768 687 | 2 091 385 | 2 842 321 | 3 421 399 | 4 028 977 | 4 237 256 |
|               | 1902    | 1910    | 1930    | 1940      | 1960      | 1970      | 1990      | 2000      | 2015      | 2020      |

### Etnikumok
Leszármazottak szerinti megoszlás: a legnagyobb csoport a német 20,5%, a következő az angol 13,1%, ír 11,9%, amerikai 11,9%, mexikói 5,5%. A legtöbb megye leszármazottjai európaiak. A mexikói-amerikaiak többnyire Malheur és Jefferson megyékben élnek. Oregon a fehér lakosainak aránya 86,1%, így a 16. helyet foglalja el az Egyesült Államok államaia között.

### Főbb települések
Legnagyobb városai (2008): 
- Portland lakosainak száma: 568 380
- Eugene lakosainak száma: 153 690
- Salem lakosainak száma: 152 290
- Gresham lakosainak száma: 99 225
- Hillsboro lakosainak száma: 88 300
- Beaverton lakosainak száma: 85 560
- Bend lakosainak száma: 77 780
- Medford lakosainak száma: 75 675
- Springfield lakosainak száma: 57 320
- Corvallis lakosainak száma: 54 890

## Oktatás
Az Oregon felsőoktatási intézményeinek listája sorolja fel az állam egyetemeit és főiskoláit.

## Testvér államok
- Kína, Fucsien - 1984[17][18]
- Tajvan, Taiwan Province - 1985[17][18]
- Japán, Tojama prefektúra - 1991[17][18]
- Dél-Korea, Jeollanam-do Province - 1996[17][18]